# ملیکوکو
ملیکوکو (به ایتالیایی: Melicucco) یک کومونه در ایتالیا است که در استان رجو کالابریا واقع شده‌است.

## خصوصیات
ملیکوکو ۶٫۴ کیلومترمربع مساحت و ۵٬۰۲۴ نفر جمعیت دارد.